# 20h17 rue Darling
Pour plus de détails, voir Fiche technique et Distribution.
20h17 rue Darling est un film québécois réalisé par Bernard Émond, sorti en 2003 et mettant en vedette Luc Picard et Guylaine Tremblay.

## Synopsis
Gérard doit la vie à un lacet détaché. Revenu vivre dans le quartier Hochelaga de son enfance, alcoolique anonyme, journaliste de faits divers retiré du métier, grâce à ce lacet détaché, il arrive chez lui juste après l’explosion de son immeuble. Il y a eu six victimes et lui est en vie. Ce coup du destin le ramène à ses réflexes de journaliste et l’entraîne dans une série de questions. Pourquoi ses voisins sont-ils morts? Pourquoi pas lui? Que vient-il de se produire? Quel est le sens de sa vie de rescapé du hasard? Il fouille les décombres de l’immeuble et le passé des victimes. Il est obsédé par une enquête qui le mène jusqu’à Maniwaki.

## Fiche technique
Source : IMDb et Films du Québec
- Titre original : 20h17 rue Darling
- Réalisation : Bernard Émond
- Scénario : Bernard Émond
- Musique : Robert Marcel Lepage
- Direction artistique : André-Line Beauparlant
- Costumes : Sophie Lefebvre
- Maquillage : Kathryn Casault
- Coiffure : Denis Parent
- Photographie : Jean-Pierre St-Louis
- Son : Marcel Chouinard, Hugo Brochu, Martin Allard, Luc Boudrias
- Montage : Louise Côté
- Production : Bernadette Payeur
- Société de production : Association coopérative de productions audio-visuelles
- Sociétés de distribution : Christal Films
- Budget : 3,2 millions $ CA
- Pays de production :  Canada
- Langue originale : français
- Format : couleur — format d'image : 2,35:1
- Genre : drame psychologique
- Durée : 101 minutes
- Dates de sortie :
  - Canada : 2 avril 2003 (première en ouverture du 4e festival Images du nouveau monde au Grand Théâtre de Québec)[2]
  - Canada : 4 avril 2003 (sortie en salle au Québec)
  - France : 20 mai 2003 (Semaine de la critique du Festival de Cannes 2003)
  - Canada : 11 novembre 2003 (DVD)

## Distribution
- Luc Picard : Gérard Langlois
- Guylaine Tremblay : Angéla
- Diane Lavallée : Chantal, ex de Gérard
- Markita Boies : Madame Caron
- Micheline Bernard : Madame Laperrière
- Lise Castonguay : Marie-Rose, voisine d'en face
- Vincent Bilodeau : lieutenant Geoffrion
- Patrick Drolet : Karl
- Fanny Mallette : Denise
- Alexandrine Agostini : nièce de Madame (Adrienne) Dumais
- Catherine Archambault : la vendeuse
- Bernard Arene : un livreur
- Louis Bélanger : le caméraman
- Yvan Benoît : le gérant du magasin de télé
- Steve Berthelotte : un livreur
- Alexander Bisping : un pompier
- Catherine Bonneau : Ève Dubuc, ancienne amie de Karl
- Manon Brunelle : infirmière
- Gaston Caron : le juge des panaches
- Michèle Chatelet : Adrienne Dumais
- Martin Desgagné : cycliste
- Daniel Desjardins : livreur
- Chantal Deslauriers : bénévole au bazar
- Mélissa Flinn : jeune femme
- Pierre Gendron : le caïd
- Zenhu Han : le chinois
- Roger La Rue : le préposé à la morgue
- Claude Lemieux : le chauffeur des sinistrés
- Cédric Pépin : Patrick
- Éric Lortie : ami de Patrick
- Patrice Bélanger : ami de Patrick
- Bonfield Marcoux : le robineux (le diable)
- Michel Mongeau : le policier
- Micheline Poitras : la patronne du restaurant
- Yvon Roy : François Gravel
- Aube Robichaud-Bélanger : la petite Josée, fille de Denise et François
- Manon St-Jules : Hélène Demers
- Jean-Marc Moncelet : Claude Demers
- Mark Antony Krupa : le garde du corps
- Stéphane Simard : Pierrôt
- Pierre Mailloux : serveur de le taverne Darling
- Louis Sincennes : le chef pompier
- Guy Sprung : le A.A. anglophone
- Carmen Sylvestre : Gaétane
- Yves Trudel : officiel - Maniwaki
- Guy Vaillancourt : le concierge

## Distinctions
- 2003 : Prix La Vague pour le meilleur long métrage canadien (prix du public) au Festival international du cinéma francophone en Acadie.
- 2003 : Prix de la meilleure interprétation masculine à Luc Picard au Festival international du film francophone de Namur